# Heatstroke (canción)
«Heatstroke» -en español: Golpe de Calor- es una canción producida por el DJ y productor escocés Calvin Harris. La pista incluye la voz del rapero norteamericano Young Thug además de la de los cantantes estadounidenses Pharrell Williams y Ariana Grande. Es el segundo sencillo del quinto trabajo discográfico de Harris Funk Wav Founces, Vol. 1 (2017). La canción fue estrenada el 31 de marzo de 2017 por Sony Music. Heatstroke es considerada la segunda canción de las 10 que el DJ planeaba sacar en 2017, después de "Slide".

## Anuncio de la canción
El 28 de marzo de 2017, Harris publicó en sus diferentes redes sociales la portada del sencillo. En la descripción de la fotografía, habían escritos los nombres de los artistas invitados más el suyo propio. Minutos después, publicó lo que parecía ser la contraportada del sencillo. En ella aparecían los nombres de los compositores, el nombre del productor, es decir, los créditos de la pista. La cantante invitada Ariana Grande, también publicó en sus redes sociales la carátula del sencillo, casi al mismo tiempo que Harris.

## Lanzamiento
El 31 de marzo de 2017, Harris y los colaboradores en el tema, avisaron a sus seguidores de que la canción ya se encontraba disponible en modo de descarga digital y streaming en plataformas digitales como Apple Music, ITunes o Spotify. Un preview de la canción de 1:40 de duración fue subido a la cuenta de VEVO y YouTube del artista. El preview contiene una foto de fondo de una puesta de Sol donde se pueden apreciar las ondas expansivas del calor en honor al título del tema.

## Recepción y crítica
El 31 de marzo de 2017, Ryan Dombal, redactor de la revista musical en línea estadounidense Pitchfork comenta lo siguiente: Heatstroke podría ser vista como un exceso de compensación de un tipo más conocido por hacer música pop-dance tradicional, pero estas pistas pasan a ser alegres y divertidas de la mejor manera. Harris merece estar orgulloso de su trabajo.
El 7 de abril de 2017, The Guardian publica: Esta es la banda sonora de una de esas lujosas fiestas en la piscina a las que nunca estás invitado. Suena como alguien abriendo una cerveza ligera fresca y puliendo una cuña de cal en ella, mientras que las muchachas en los talones de corcho caminan en un agua perfecta y los traficantes acertados de la droga comen hors d'oeuvres. En resumen, ser el mejor DJ del mundo es una buena mirada para Calvin Harris.
El 8 de abril de 2017, The Edge comenta lo siguiente sobre el nuevo tema de Harris: Aunque no está mostrando un lado totalmente nuevo en sus habilidades y no es tan atractivo como "Slide", Heatstroke hace un cambio muy bien recibido. Es una combinación sorprendentemente exitosa a pesar de sus escasos ingredientes

## Créditos y personal
- Calvin Harris – producción y mezcla
- Young Thug – vocales
- Pharrell Williams – producción vocal adicional y vocales
- Fender Rhodes –  percusión adicional
- Ariana Grande – vocales
- Starrah – vocales adicionales de fondo
- Andrew Coleman – grabación
- Marcos Tovar – grabación
- Matthew Desrameaux – asistente de grabación
- Dave Kutch – masterización

## Instrumentos
Para la creación de la canción hicieron falta los instrumentos siguientes:
- Ibanez 1200 Bass
- Linn LM-2
- Piano 1976 Yamaha UX Ebony
- Gibson SG Custom
- 1965 Fender Stratocaster
- Piano Eléctrico Flexitone
- Wurlitzer
- Roland Jupiter-8

## Posicionamiento en listas y certificaciones

### Semanales
| Alemania        | Official German Charts     | 85 |
| Australia       | ARIA Singles Chart         | 23 |
| Austria         | Ö3 Austria Top 40          | 64 |
| Bélgica (Val)   | Ultratip                   | 13 |
| Canadá          | Canadian Hot 100           | 53 |
| Escocia         | Scottish Singles Chart     | 11 |
| Eslovaquia      | Singles Digital Top 100    | 52 |
| España          | PROMUSICAE                 | 23 |
| Estados Unidos  | Billboard Hot 100          | 96 |
| Estados Unidos  | Dance/Electronic Songs     | 13 |
| Francia         | SNEP                       | 23 |
| Hungría         | Single Top 40              | 30 |
| Irlanda         | IRMA                       | 33 |
| Italia          | FIMI                       | 71 |
| Japón           | Japan Hot 100              | 71 |
| Nueva Zelanda   | NZ Top Heatseekers Singles | 1  |
| Países Bajos    | Single Tip                 | 3  |
| Portugal        | AFP                        | 77 |
| Reino Unido     | UK Singles Chart           | 25 |
| República Checa | Singles Digitál Top 100    | 62 |
| Suecia          | Sverigetopplistan          | 64 |
| Suiza           | Schweizer Hitparade        | 40 |

### Certificaciones
| País      | Organismo certificador | Certificación | Ventas | Ref.   |
| --------- | ---------------------- | ------------- | ------ | ------ |
| Australia | ARIA                   | Oro           | 35 000 | [ 32 ] |